# مارینا دل ری (کالیفرنیا)
مارینا دل ری، کالیفرنیا (به انگلیسی: Marina del Rey, California) یک محدوده ثبت‌نشده و منطقه سرشماری‌شده در ایالات متحده آمریکا است که در شهرستان لس‌آنجلس، کالیفرنیا واقع شده‌است.

## خصوصیات
مارینا دل ری ۳٫۷۶۸ کیلومترمربع مساحت و ۸٬۸۶۶ نفر جمعیت دارد و ۵ متر بالاتر از سطح دریا واقع شده‌است.

## نگارخانه

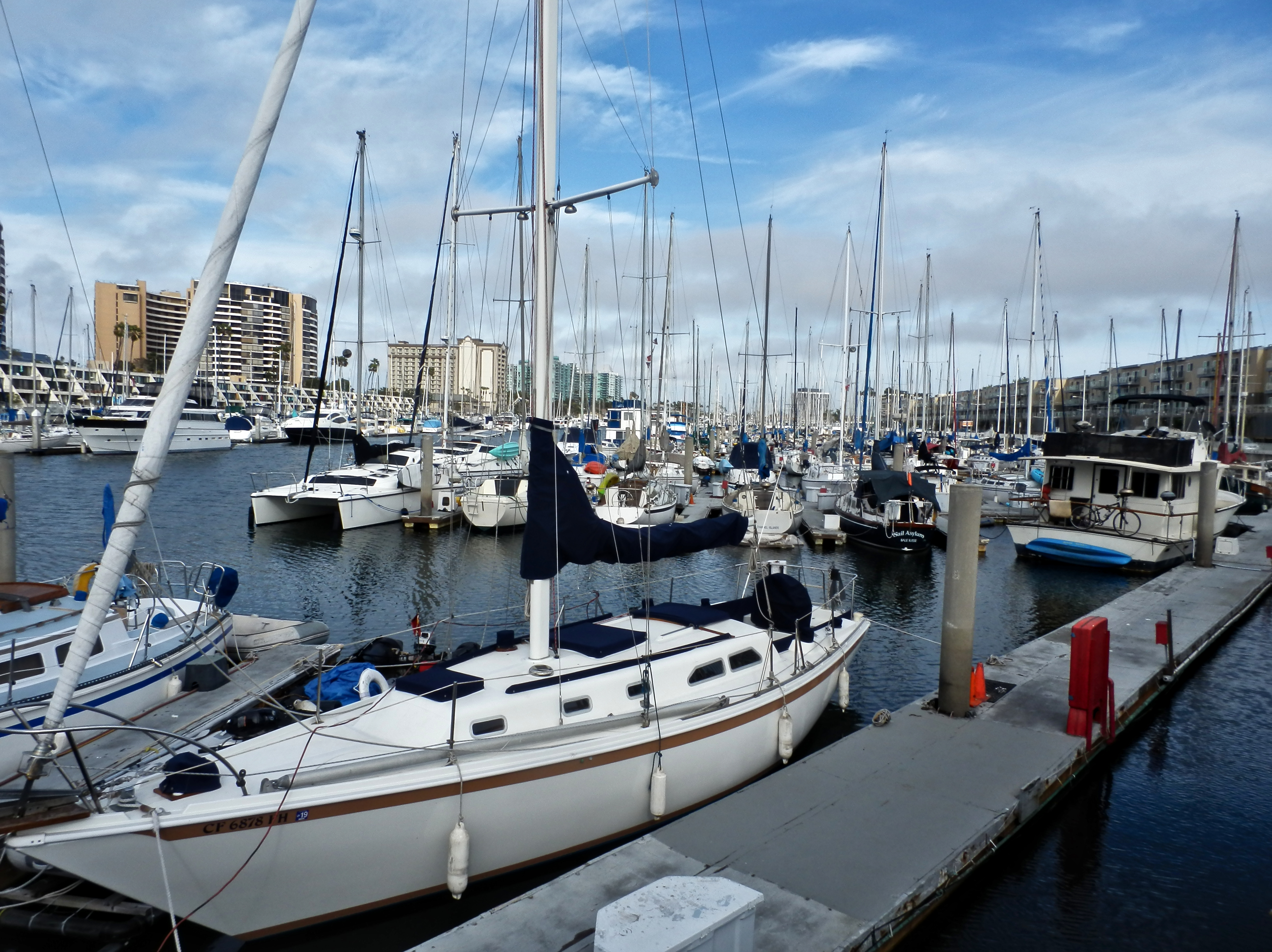
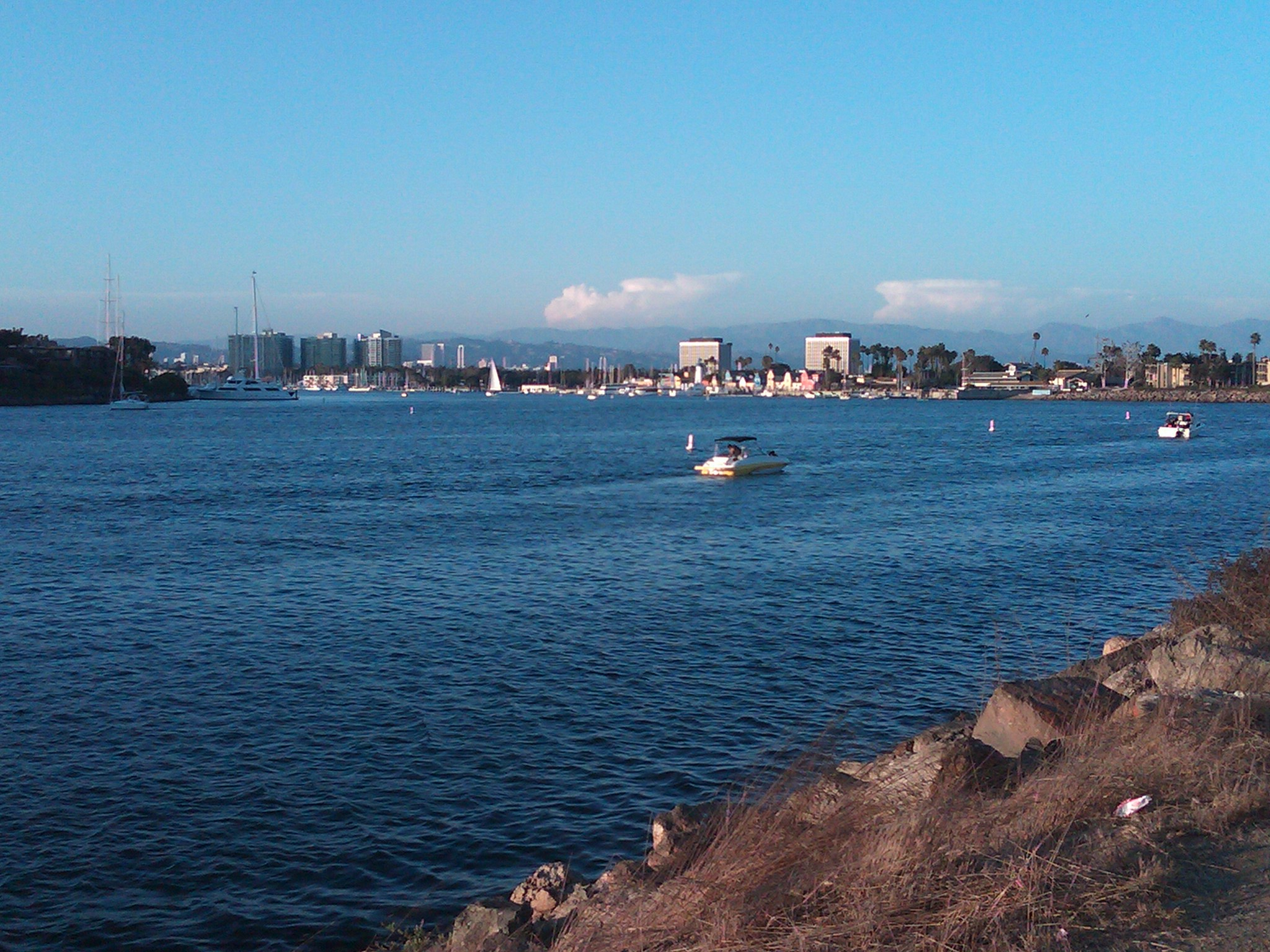